# Spyro the Dragon
Spyro the Dragon is een platformspel ontwikkeld door Insomniac Games voor de PlayStation. Het spel werd uitgebracht in 1998 en is het eerste spel uit de Spyro-serie.

## Gameplay
Het spel gaat over het kleine paarse draakje Spyro. Elke wereld in Spyro the Dragon heeft een centrale plek, met poorten die naar andere delen van die wereld leiden. De speler kan zelf kiezen waar en wanneer hij ergens naartoe gaat om tegenstanders te verslaan, versteende draken te bevrijden en diamantjes te verzamelen. Wanneer een speler het niveau heeft beëindigd, kan hij terugkeren naar de centrale plek. Als de speler wat vergeten is te doen, kan hij altijd nog naar dat niveau teruggaan. Na een bepaald aantal draken te hebben bevrijd of een bepaald aantal edelstenen en/of eieren te hebben gevonden, krijgt de speler toegang tot een andere wereld, en vliegt hij door middel van een luchtballon naar de centrale plek van die wereld.

### Spyro
Spyro heeft verschillende mogelijkheden voor het aanvallen of verplaatsen in de werelden. Zo kan hij vuur spuwen, rollen, springen, vliegen, een kopstoot geven of een hoornaanval doen. Om ergens op te kunnen landen, moet de plek waar Spyro vanaf springt om te kunnen vliegen, hoger zijn dan de landingsplek omdat hij het anders net niet haalt; tijdens het vliegen daal je namelijk iets. Het kan dus zijn dat je net de richel niet haalt. Spyro kan helaas niet zwemmen en zal dus verdrinken, wanneer hij in het water terechtkomt (in sommige games kan je leren zwemmen).

### Sparx
Sparx is een fictieve libel (officieel een draakvliegje) die altijd met Spyro meereist, behalve als Spyro té zwak is: Sparx geeft namelijk aan hoeveel energie Spyro heeft. Na elke klap die Spyro opvangt krijgt Sparx een andere kleur: goudgeel is volledig gezond, blauw is redelijk gezond, groen is een beetje gezond en als Sparx weg is, betekent het dat Spyro nog maar een klap kan vangen voordat het spel afgelopen is. Maar je kunt echter ervoor zorgen dat Spyro weer gezonder wordt: vuur op een prooi, zoals een kikker of een schaap en een vlinder verschijnt. Wanneer Sparx deze vlinder op heeft gegeten, krijgt hij een betere kleur door en kan Spyro ook een klap meer vangen of komt Sparx terug.

### Vijanden
Spyro heeft verschillende vijanden, waarbij je verschillende aanvalstechnieken nodig hebt. Over het algemeen moet Spyro bij de kleine vijanden een hoornaanval doen en bij de wat grotere vijanden een vuuraanval. Het heeft echter geen zin om een vuuraanval op een vijand te doen als deze een ijzeren schild voor zich houdt. Het heeft ook geen zin om een hoornaanval op de wat grotere vijanden te doen, omdat deze je meteen terugstoten dankzij hun huid en voordat je het weet, grijpen ze de kans om je met een knuppel of met een slag te stoten. Vijanden kunnen ook wegrennen of ervoor zorgen dat de grond onder hun voeten omhoog gaat of wordt geëlektrocuteerd, zodat jij hen niet kan pakken en/of zelf de schade oploopt.

### Voorwerpen
Spyro kan in het spel verschillende voorwerpen aantreffen:
- Standbeelden: dit zijn de versteende draken. Je kunt ze bevrijden door er tegen te lopen. Als je een draak bevrijdt geeft hij je meestal een hint. Nadat de hint gegeven is kan je telkens naar deze plek terugkeren om je spel op te slaan. Deze punten kan je altijd herkennen doordat er een fee boven vliegt. Als Spyro een leven verliest, keert hij terug naar het laatst bezochte fee.
- Drakeneieren: deze kun je verzamelen in het spel. Om er een te bemachtigen moet je een dief vangen. De dieven zijn te herkennen aan hun blauwe kledij en hun geluid ("Nenenenene, hehehehe"). De dieven zijn snel en je zal ze meestal een tijdje moeten achtervolgen om hen ten slotte te kunnen raken met je hoorns of je vlammen.
- Edelstenen: op je tocht doorheen de drakenwerelden zal je regelmatig edelstenen tegenkomen. Deze edelstenen behoren tot de gestolen schat van de draken. Probeer ze allemaal te bemachtigen.
  - Rood: 1
  - Groen: 2
  - Blauw: 5
  - Geel: 10
  - Paars: 25
- Spyro-beeldje: hiermee krijgt Spyro een extra leven. De Spyro-beeldjes zijn altijd te vinden in paarse, halfopen kisten waarin twee ogen te zien zijn.
- Parels: als Spyro terugkeert naar een eerder bezocht level, laten de vijanden die hij eerder heeft verslagen een parel achter. Twintig parels levert een extra leven op.
- Sleutels: om sommige deuren/schatkisten te openen zal je sleutels moeten vinden.
- Vuurwerk: er zijn kisten die je niet kan openen, en geen sleutelgat hebben. Om deze te openen moet je een vuurwerkpijl aansteken met je vlammen, en dit vuurwerk zal je kist breken.
- Kanonnen: om verder te geraken in een wereld of om vijanden te doden, zal je af en toe gebruik moeten maken van een kanon.

### Bewegingen/Besturingen
- Sturen: pijltjestoetsen of linker-joystick
- Springen: X-knop (tegelijkertijd sturen ook mogelijk)
- Zweven: X-knop, op het hoogste punt van je sprong nog eens X-knop (tegelijkertijd sturen ook mogelijk)
- Laten vallen (om te stoppen met zweven): ∆-knop
- Hoornaanval (aanvallen/lopen): ◻-knop ingedrukt houden (tegelijkertijd sturen ook mogelijk)
- Vuur spuwen (aanvallen): O-knop (tegelijkertijd sturen ook mogelijk)
- Opzij rollen (ontwijken): L1-knop (links) of R1-knop (rechts)
- Ver kijken: ∆-knop ingedrukt houden (beeld draaien met de pijltjestoetsen of linker-joystick)
- Camera draaien: L2 (links) of R2 (rechts) (tegelijkertijd sturen ook mogelijk)
- Pauzemenu: Start-knop
- Inventaris: Select-knop (ook beschikbaar via pauzemenu)

## Verhaal
Er waren eens vijf drakenfamilies die allen vredig leefden in vijf totaal verschillende werelden. Op een dag kwam er een onaangenaam wezen, Gnasty Gnorc, aan de macht. Je kunt zeggen dat hij niet bepaald aardig was en mooi was hij al helemaal niet. Hij had een enorme hekel aan de drakenfamilies en aan hun bezittingen: kleine glanzende juwelen. Hij gedroeg zich uitbundig slecht en werd verbannen naar een wereld waar geen enkele draak zou willen wonen: de drakenvuilnisbelt. Gnasty vond het er wel prettig en veranderde de naam in 'Gnasty's wereld'. Hij begon te experimenteren met toverformules en vond na een tijdje de twee formules die hij zocht: één formule om alle draken te kristalliseren en een drankje om alle glanzende juwelen in Gnorc-soldaten te veranderen. Op een dag sprak Gnasty de bevriezingsformule uit; alle draken kristalliseerden, op een na: Spyro het Draakje. Hij was zo klein dat de formule letterlijk en figuurlijk boven het hoofd is gegaan. Nu moet Spyro, de enige niet bevroren draak, naar zes werelden reizen om alle versteende draken te bevrijden en hun gestolen schatten op te halen. Hij krijgt daarbij gelukkig hulp van een paar vrienden van hem.

## Werelden
Iedere wereld bestaat uit een thuisbasis, drie reguliere levels, een eindbaas en een bonus schatronde.
| Wereld                                          | Levels                                           | Eindbaas     | Bonus schatronde |
| ----------------------------------------------- | ------------------------------------------------ | ------------ | ---------------- |
| Artisanen (PS1)/Kunstenaars (Reignited Trilogy) | - Dorsplein - Duisterdiepte - Steenheuvel        | Toasty       | Zonvlucht        |
| Vredestichters                                  | - IJsgrot - Klifdorp - Woestijnravijn            | Dr. Shemp    | Nachtvlucht      |
| Tovenaars (PS1)/Magiërs (Reignited Trilogy)     | - Berggrotten - Bergkam - Tovenaarspiek          | Blowhard     | Kristalvlucht    |
| Beestenmakers                                   | - Boomtoppen - Mistmoeras - Terrasdorp           | Metalhead    | Woestvlucht      |
| Droomwevers                                     | - Duistere doorgang - Spooktorens - Zweefkasteel | Jacques      | IJsvlucht        |
| Gnasty's wereld                                 | - Gnasty's buit - Gnorc-baai - Schemerhaven      | Gnasty Gnorc | -                |

### Bonus schatronde
Bij een bonus schatronde is het de bedoeling om vier sets van acht voorwerpen/bogen/Gnorcs e.d. te verzamelen/doorheen vliegen/verbranden binnen de tijd. Elk voorwerp levert een aantal seconden extra tijd op.
Als alle vier de sets binnen de tijd zijn volgemaakt, vervalt de tijdlimiet. In plaats daarvan kan je proberen een nieuwe beste tijd neer te zetten (i.e. het parcours sneller afronden dan de vorige keer).

## Remaster
In november 2018, ruim 20 jaar nadat het eerste spel uit de Spyro-serie werd uitgebracht, verscheen de Reignited trilogy van de Spyro-serie voor de PlayStation 4 en de Xbox One. De Reignited trilogy is een remaster van de eerste drie Spyro spellen en kreeg, in tegenstelling tot de originele spellen, ook een Nederlandstalige versie. Op 3 september 2019 werd een ook een versie uitgebracht voor de Nintendo Switch en Steam.